# Matilda Svensson
Matilda Sofía Svensson (Motala, Suecia, 10 de enero de 1977) es una locutora radial y presentadora de televisión chilena de origen sueco.
Actualmente es locutora de Radio Futuro. Fue locutora de Radio Rock & Pop, Radio Universo y Radio La Clave, condujo el matinal de Telecanal y fue panelista del programa de debate Vigilantes del canal La Red.

## Biografía
Nació en Suecia, hija de misioneros protestantes suecos que al año de su nacimiento fueron enviados a Chile. La mayor parte de su infancia la pasó entre Chile y Suecia. En uno de esos viajes fue cuando comenzó a trabajar en una radio sueca a los 16 años. Estudió periodismo radial en Estocolmo y dos años de comunicación audiovisual en Chile. Desarrolló gran parte de su carrera en la Radio Rock & Pop, fue VJ de MTV Latinoamérica conduciendo los programas Tu rock y Los 10+ pedidos. También ha sido jurado del programa Rojo, fama contrafama en su primera etapa, panelista de los programas Pollo en Conserva y Solo Ellas de Telecanal y ha presentado los programas Musitronia en TVN, Toon Box en Telecanal y varios más.
El 31 de diciembre de 2010 fue despedida de la Rock & Pop junto con Nacho Lira, Loreto Aravena (su compañera radial), Juan Andrés Salfate y Raúl Gutiérrez luego de 10 años trabajando en ella, debido a la reestructuración de la radio. Durante enero de 2011 es contratada por Radio Universo donde conducía el programa Universo Big Bang y El nuevo taco. Desde principios de 2015 hasta mayo de 2015, se convierte en la panelista del programa de debate del canal La Red, Vigilantes. En mayo 2015 deja los programas de Radio Universo. 
A mediados de 2015 lanza el blog www.rockingandrunning.com dedicado a plasmar contenidos en torno a sus intereses musicales y deportivos.
Entre marzo de 2016 y 2017, fue parte de Radio La Clave, conduciendo Viva Chile y 929K, un programa sobre running.
Desde julio de 2017, se encuentra trabajando en Radio Futuro.

## Radio
- En Directo - Rock & Pop
- Disco Sour - Rock & Pop
- La Revolución Flaite - Rock & Pop
- Cristal En Vivo - Rock & Pop
- Salón de Emociones - Rock & Pop
- Estación Rock & Pop - Rock & Pop
- Con la Cuerda - Rock & Pop
- Jaiescul - Rock & Pop
- Vikinga Rock - Rock & Pop
- Haciendo Show - Rock & Pop
- Garage Music - Rock & Pop
- Movistar Música - Rock & Pop
- Cabeza de Radio - Rock & Pop
- Universo Big Bang - Radio Universo
- El Nuevo Taco - Radio Universo
- Viva Chile - Radio La Clave
- 929K - Radio La Clave
- Rock Shop - Radio Futuro
- La Ley Del Rock - Radio Futuro

## Televisión
- Arriba las Manos - Rock & Pop Televisión Conducción
- SmackGames - Red Televisión y Luego TVN Conducción
- Los 10+ pedidos - MTV Conducción
- Tu rock - MTV Conducción
- Operación triunfo - Mega Jurado
- Pollo en Conserva - La Red Panelista
- Musitronia - TVN Conducción
- Rojo, fama contrafama - TVN Jurado
- Chile elige -  TVN Panelista
- Generación perdida - La Red Conducción
- Pura noche - Telecanal Panelista
- Solo ellas - Telecanal Panelista
- ETCH - Telecanal Conducción
- Toonbox - Telecanal Conducción
- A las 11 - Telecanal Conducción
- Vigilantes - La Red Panelista